# ريصانة الشمالية (ريصانة الشمالية)
ريصانة الشمالية هي إحدى مشيخات المملكة المغربية، تتبع جغرافيا لإقليم العرائش وإداريًا لريصانة الشمالية. يقدر عدد سكانها بـ 5708 نسمة حسب الإحصاء الرسمي للسكان والسكنى لسنة 2004.